# Oswald Philipp von Eyczing
Oswald Philipp von Eyczing, auch Oswald Philipp von Eitzing und Oswald Philipp von Eytzing (* 1512; † 1587) war ein österreichischer Adliger aus der Familie Eyczinger und niederösterreichischer Beamter.
Oswald Philipp von Eyczing Freiherr auf Schrattenthal war der Sohn von Michael I. Freiherr von Eitzing und Anna von Seeburg. Von 1558 bis 1561 war Oswald niederösterreichischer Regimentsrat, danach als kaiserl. Hofkammerrat in Ungarn und ab 1569 wieder in der nö. Landesregierung (Regiment). 1573 wird er Stellvertreter und von 1582 bis zu seinem Tod 1587 Statthalter von Österreich unter der Enns. Er war auch Oberst-Erbkämmerer in Österreich und Geheimer Rat des Kaisers Rudolf II.
In erster Ehe war er vermählt mit Maria Anna von Staatz, Truchsessin, in zweiter mit Barbara Freiin von Pemffling. Sein Sohn aus zweiter Ehe Erasmus war Viertelshauptmann (VOMB und VUMB).